# Ferry Hoogendijk

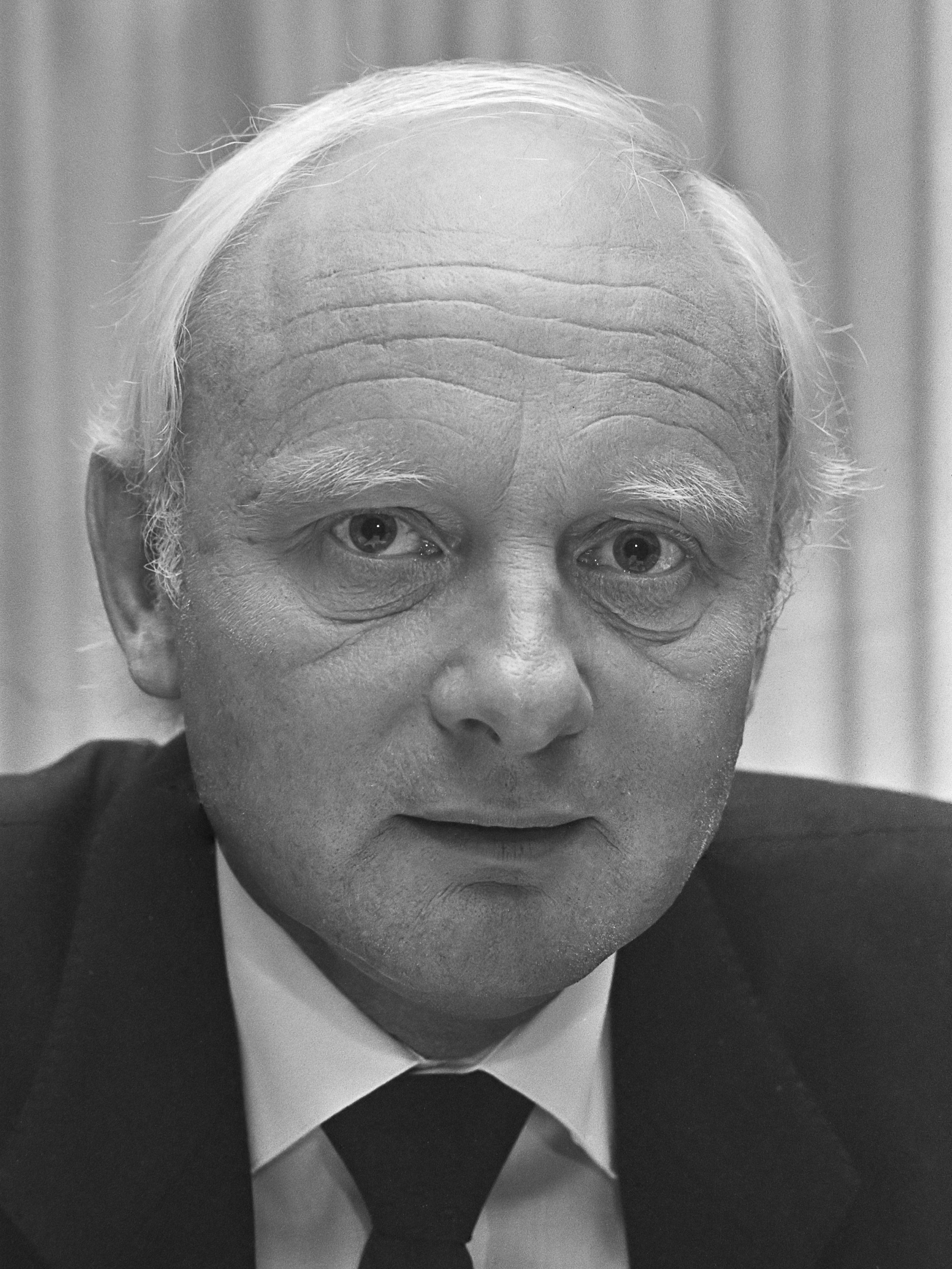
Ferry Hoogendijk (1983)

Ferdinand Alexander Hoogendijk (* 23. November 1933 in Gouda; † 14. Februar 2014 in Naarden) war ein niederländischer Politikwissenschaftler, Journalist und Politiker der Lijst Pim Fortuyn und der Volkspartij voor Vrijheid en Democratie.
Hoogendijk studierte an der Vrije Universiteit Amsterdam und an der Universiteit van Amsterdam. Er war von 1975 bis 1985 Chefredakteur der Zeitschrift Elsevier. Vom 23. Mai 2002 bis zum 30. Januar 2003 war er Abgeordneter in der Zweiten Kammer der Generalstaaten. Hoogendijk starb 2014 im Alter von 80 Jahren.